# Турне чотирьох трамплінів
Турнір чотирьох трамплінів (нім. Vierschanzentournee) — змагання із стрибків з трампліна, яке складається з чотирьох окремих етапів, що відбуваються у Німеччині та Австрії. Турнір проходять щороку, починаючи з 1952. Усі чотири етапи є водночас етапами Кубка світу.
Переможцем турніру стає той стрибун, який зумів набрати найбільшу кількість очок за чотири етапи. На відміну від заліку Кубка світу, підсумовуються ті очки, які спортсмен набрав на етапах. При підрахунку очок у залік Кубка світу використовується звичайна система Кубка світу.

## Трампліни
| Дата      | Зображення | Місце                          | Назва трампліна          | К-точка | Розмір | Рекорд                                    |
| --------- | ---------- | ------------------------------ | ------------------------ | ------- | ------ | ----------------------------------------- |
| 30 грудня |            | Оберстдорф, Німеччина          | Шаттенбергшанце          | K-120   | HS 137 | 143.5 м (2003) Сіґурд Петтерсен, Норвегія |
| 1 січня   |            | Гарміш-Партенкірхен, Німеччина | Ґроссе-Олімпіяшанце      | K-125   | HS 140 | 143.5 м (2010) Сімон Амманн, Швейцарія    |
| 4 січня   |            | Інсбрук, Австрія               | Берґізельшанце           | K-120   | HS 130 | 134.5 м (2002) Свен Ганнавальд, Німеччина |
| 6 січня   |            | Бішофсгофен, Австрія           | Поль-Ауссерлайтнер-шанце | K-125   | HS 140 | 143.0 м (2005) Іто Даїкі, Японія          |

## Система з вибуванням
Особливістю турніру є незвична система кваліфікації. На відміну від інших змагань зі стрибків з трампліна, на яких після кваліфікаційних стрибків, відбираються спортсмени з 30 найкращими результатами, на всіх чотирьох етапах турне застосовують систему з вибуванням, запроваджену в сезоні 1996/1997. Перших 50 стрибунів розбивають на 25 пар, і розігруються 25 «дуелей». До переможців цих дуелей додаються 5 «щасливих переможених» із найкращими результатами. Теоретично можливо, що стрибун із 12-им результатом не потрапить у фінал, а стрибун із 49-им теоретично може потрапити. Втім, 50-ка вибирається після кваліфікаційних стрибків, і стрибун із найкращим кваліфікаційним стрибком зводиться зі стрибуном із гіршим. Це змушує стрибунів показувати якомога кращий результат на кваліфікаційному етапі.
Якщо кваліфікація переноситься на день змагань через погодні умови, етап вибування не проводиться, і відбираються 30 стрибунів. У турне сезону 2007/08, наприклад, етап вибування використовувався лише в Оберстдорфі.

## Рекорди
Єдиний стрибун, що здобув п'ять перемог — Янне Ахонен з Фінляндії: у сезонах 1998/99, 2002/03, 2004/05, 2005/06 та 2007/08. Єнс Вайсфлог першим здобув чотири перемоги: у 1984, 1985, 1991 та 1996. Далі за кількістю перемог йдуть Гельмут Ренагель та Бйорн Віркола — по три. Віркола здобув три перемоги поспіль: у 1967—1969.
Четверта перемога Янне Ахонена була розділена з Якубом Яндою.
Єнс Вайсфлог та Бйорн Віркола виграли 10 окремих етапів кожен. Ахонен виграв 9, Матті Нюкканен — 7.
у сезоні 2000/2001 Адам Малиш переміг із перевагою у 104.4 очка над другим місцем. Того року він виграв також усі чотири кваліфікації. У сезоні 2001/2002 Свен Ганнавальд став першим і єдиним, станом на грудень 2010, стрибуном, що виграв усі чотири етапи.
Найбільше перемог у німецьких спортсменів — 16, одинадцять з них до 1989. Далі йдуть фінські спортсмени з 15 перемогами, у норвежців десять, австрійців — 9. Чехословаччина та Чехія має дві перемоги, Японія, Словенія, Польща та СРСР — по одній.

## Національна квота
За правилами Турніру до кваліфікації допускається велика кількість стрибунів із Німеччини й Австрії, що дозволяє їм набратися досвіду і заявити про себе. Першими в кваліфікації виступають національні команди.